# Deutsch-Französischer Verteidigungs- und Sicherheitsrat
Der Deutsch-Französische Verteidigungs- und Sicherheitsrat (DFVSR; französisch Conseil franco-allemand de défense et de sécurité, CFADS) ist eine permanente Einrichtung in Paris, die die deutsch-französische Zusammenarbeit im Bereich der Sicherheits- und Verteidigungspolitik koordiniert. Im Rahmen des Rates finden halbjährlich Gipfeltreffen der Staats- und Regierungschefs der beiden Länder sowie einiger Kabinettsmitglieder und Militärs statt.

## Geschichte des DFVSR
Der Élysée-Vertrag vom 22. Januar 1963 sah eine deutsch-französische Zusammenarbeit in den Bereichen Außen-, Sicherheits- und Bildungspolitik vor. Auf Grund auseinander gehender Interessen zwischen den beiden Ländern (insbesondere im Hinblick auf die NATO) blieben die deutsch-französischen Beziehungen in Sicherheits- und Verteidigungsfragen auf einige symbolische Akte beschränkt (so etwa die Entwicklung der Transall). Erst in den 1980er Jahren kam Bewegung in die Beziehungen, so gab es etwa 1986/87 gemeinsame Großmanöver im Heeresbereich (→ Kecker Spatz).
Auf institutioneller Ebene nahmen ab 1982 die Verteidigungsminister beider Länder an den regelmäßigen Gipfeltreffen teil, außerdem wurde ein Deutsch-Französischer Ausschuss für Verteidigung und Sicherheit geschaffen. Um die wachsenden Beziehungen besser koordinieren zu können, wurde anlässlich der 50. deutsch-französischen Konsultationen in Karlsruhe (1987) die Gründung des Deutsch-Französischen Verteidigungs- und Sicherheitsrates bekannt gegeben. Am 22. Januar 1988 unterzeichneten Bundeskanzler Helmut Kohl und der französische Staatspräsident François Mitterrand in Paris das Ergänzungsprotokoll zum Élysée-Vertrag über den DFVSR, um die Zusammenarbeit auf dem Gebiet der Verteidigung und der Sicherheit weiterzuentwickeln. Neben den Staats- und Regierungschefs gehören zum Rat die Außenminister, Verteidigungsminister, der Generalinspekteur der Bundeswehr und der französische Generalstabschef.

## Struktur
Vorsitzende des Rates sind qua Amt die jeweiligen Staats- und Regierungschefs, d. h. der deutsche Bundeskanzler, der französische Präsident und der französische Premierminister. Im Ratskomitee sind die Außenminister, die Verteidigungsminister sowie der Generalstabschef der französischen Streitkräfte (chef d'état-major des Armées) und der Generalinspekteur der Bundeswehr vertreten.
Dem Rat ist der Deutsch-Französische Ausschuss für Verteidigung und Sicherheit (s. o.) untergeordnet, dem Beamte der Außenministerien sowie der französische Generalstabschef und der deutsche Generalinspekteur vorstehen. Innerhalb des Ausschusses bestehen Arbeitsgruppen zu Bereichen wie militärische Zusammenarbeit, Rüstungszusammenarbeit u. ä.
Das Sekretariat des DFVSR befindet sich in Paris.

## Sitzungen
Die letzte Sitzung des Gremiums fand am 28. Mai 2024 auf Schloss Meseberg statt, dort tagte gleichzeitig ein übergeordneter Deutsch-Französischer Ministerrat.